# Sholem Asch
Sholem Asch, ortografiat uneori Șalom Aș, (în poloneză Szulim Asz, în ebraică שלום אש, transliterat: Șalom Aș; n. 1 noiembrie 1880, Kutno, voievodatul Łódź, Polonia – d. 10 iulie 1957, Londra, Anglia, Regatul Unit) a fost un romancier, dramaturg și eseist polonezo-american care a scris în limba idiș. La sfârșitul vieții s-a stabilit în Israel.  
Majoritatea scrierilor sale prezintă experiențele evreilor din zonele rurale ale Europei de Est.

## Opera
- 1907 -- Dumnezeul răzbunării ("Der got fun nekome")
- 1916 -- Motke hoțul ("Motke ganew")
- 1919 -- Mama
- 1935 -- Copil între străini ("Kinder in der remde")
- 1939 -- Nazarineanul ("Der man fun Nazareth").